# Peugeot (Ireland)
Peugeot (Ireland) war ein Montagewerk für Kraftfahrzeuge und damit Teil der Automobilindustrie in Irland.

## Unternehmensgeschichte
Das Unternehmen hatte seinen Sitz in Dublin. Die älteste bekannte Erwähnung stammt von 1956. Es vertrieb Fahrzeuge von Peugeot. Von 1956 bis 1958 montierte McEntagart Bros. diese Fahrzeuge und von 1958 bis 1961 Standard-Triumph (Eire). Ab Frühjahr 1959 gab es Probleme mit der Standard Motor Company aus dem Vereinigten Königreich. Das führte 1962 zum Beginn der eigenen Montage von Automobilen. Das Werk war in Sallynoggin, einen Stadtteil von Dublin. Die Teile kamen weiterhin von Peugeot. Aus dieser Zeit sind die Personen Michael Colbert, Matt McQuaid und Brendan Reville bekannt. 1967 endete möglicherweise die Produktion. Es gibt aber auch Hinweise darauf, dass bis 1979 oder 1981 oder 1982 montiert wurde.
Die Verbindung zu Gowan Distributors ist unklar. Dieses Unternehmen wurde am 26. August 1969 gegründet und steht in einer Verbindung zu Peugeot.

## Fahrzeuge
Zunächst wurde der fremd montierte Peugeot 403 angeboten. Die eigene Montage umfasste den Peugeot 404.

## Produktionszahlen
Nachstehend die Zulassungszahlen in Irland für Peugeot-Fahrzeuge aus den Jahren, in denen Peugeot (Ireland) sie montierte.
| Jahr  | Produktionszahlen |
| ----- | ----------------- |
| 1962  | 200               |
| 1963  | 200               |
| 1964  | 200               |
| 1965  | 300               |
| 1966  | 300               |
| 1967  | 480               |
| Summe | 1.680             |